# Любополь
Любополь — населённый пункт в Лиманском районе Одесской области. Расположен на северо-востоке области на берегу Тилигульского лимана, население 598 человека на 2024 год.